# Øen i Sydhavet
Øen i Sydhavet er en amerikansk stumfilm fra 1911 af D. W. Griffith.

## Medvirkende
- Wilfred Lucas som Enoch Arden
- Linda Arvidson som Annie Lee
- Francis J. Grandon som Philip Ray
- George Nichols
- Robert Harron